# Felipe Arias
Felipe Arias Londoño (Manizales, Caldas, 16 de julio de 1971) es un periodista y presentador de televisión colombiano, y actual presentador de Noticias RCN, y creador de los espacios CazaNoticias y Valientes de RCN Televisión.

## Biografía
Felipe Arias estudió Comunicación social y periodismo en la Universidad de Manizales. Felipe Arias en los años de carrera ha trabajado para uno de los canales más importantes en Colombia, RCN Televisión. Es presentador de Noticias RCN desde 2002 y es director del espacio de su creación, El CazaNoticias, pionero en denuncias de reportaría ciudadana en el país. En este espacio acuñó su popular frase «No se quede callado, denuncie».
En 2015 propuso un espacio llamado Valientes, el cual es emitido en el programa 4 Caminos, el cual conduce. Valientes RCN cuenta, a manera de crónica, historias humanas de personas que han enfrentado dificultades y que con tesón han salido adelante y hoy son un gran ejemplo, pero que en definitiva, motivan e inspiran a la sociedad.
Como periodista integral ha tenido la oportunidad de realizar importantes reportajes en Europa, Estados Unidos y otros países de América Latina, que le han hecho merecedor de destacados premios de periodismo.
Felipe trabajó para el noticiero de Telefutura de Miami, Estados Unidos y  Noticias Univisión41 en Nueva York.
En 2018, fue galardonado en la edición 27 de los premios TV y Novelas como mejor Presentador de Programa de Opinión o Noticiero Favorito.